# Stelare

Construcția unui dodecagon stelat: un poligon regulat cu simbolul Schläfli {12/5}

În geometrie, stelarea este procesul de extindere al unui poligon bidimensional, al unui poliedru tridimensional sau, în general, al unui politop n-dimensional pentru a forma o nouă figură geometrică. Pornind de la o figură inițială, procesul extinde elemente specifice precum laturile (în 2 dimensiuni), respectiv muchiile și planele fețelor (în 3 dimensiuni), de obicei într-un mod simetric, până când se întâlnesc din nou pentru a forma frontiera închisă a unei figuri noi. Noua figură este o stelare a figurii inițiale. Cuvântul stelare vine din latină stellatus, „înstelat”, care la rândul său provine din latină stella, „stea”.

## Definiția lui Kepler
În 1619, Johannes Kepler a definit stelarea poligoanelor și poliedrelor ca un proces de extindere a marginilor sau fețelor pana când acestea se întâlnesc într-un nou poligon sau poliedru. El a stelat dodecaedrul regulat pentru a obține două poliedre stelate regulate: micul dodecaedru stelat și marele dodecaedru stelat. De asemenea, a stelat octaedrul regulat pentru a obține octaedrul stelat, un compus de două tetraedre regulate.

## Poligoane stelate
Prin stelarea simetrică a unui poligon regulat se obține un poligon stelat sau un compus poligonal. Aceste poligoane se caracterizează prin indicele de rotație⁠(d), m, care indică de câte ori frontiera poligonală se înfășoară în jurul centrului figurii. La fel ca la toate poligoanele regulate, vârfurile lor se află pe un cerc. m corespunde, de asemenea, pasului, adică numărului de vârfuri de pe cerc până la vârful de la capătul unei laturi care pornește din 1.
Un poligon stelat regulat este reprezentat de simbolul Schläfli {n/m}, unde n este numărul de vârfuri, m este pasul utilizat în secvențierea laturilor din jurul său, iar m și n sunt coprime (nu au divizori comuni). Cazul m = 1 dă poligonul convex {n}. m trebuie să fie, de asemenea, mai mic de jumătate din n; în caz contrar, liniile vor fi fie paralele, fie divergente, împiedicând închiderea figurii.
Daca n și m au un divizor comun, atunci figura este un compus regulat. De exemplu {6/2} este un compus regulat de două triunghiuri {3} sau o hexagramă, iar {10/4} este un compus de două pentagrame {5/2}.
Unii autori folosesc simbolul Schläfli pentru astfel de compuși regulați. Alții consideră simbolul ca indicând o singură cale de înfășurare de m ori în jurul vârfurilor n/m, astfel încât o latură este suprapusă peste alta și fiecare vârf este vizitat de m ori. În acest caz, un simbol modificat poate fi utilizat pentru compus, de exemplu 2{3} pentru hexagramă și 2{5/2} pentru compusul regulat de două pentagrame.
Un n-gon regulat are n – 4/2 stelări dacă n este par (fără a lua în considerare compușii cu digoane degenerate multiple), și n – 3/2 stelări dacă n este impar.

| Pentagrama, {5/2}, este singura stelare posibilă a pentagonului | Hexagrama, {6/2}, este stelarea hexagonului, sau compusul de două triunghiuri | Eneagonul (nonagonul) {9} are trei forme eneagramice: {9/2}, {9/3} și {9/4}, {9/3} fiind un compus de 3 triunghiuri. |
| Heptagonul are două forme heptagramice: {7/2} și {7/3}          |                                                                               | Eneagonul (nonagonul) {9} are trei forme eneagramice: {9/2}, {9/3} și {9/4}, {9/3} fiind un compus de 3 triunghiuri. |

Ca și heptagonul, și octogonul are tot două stelări octagramice: una, {8/3}, fiind un poligon stelat, iar cealaltă, {8/2}, fiind compusul de două pătrate.

## Poliedre stelate
| octaedrul stelat | micul dodecaedru stelat | marele dodecaedru | marele dodecaedru stelat | micul icosaedru triambic | marele icosaedru | icosaedrul stelat final |

Un poliedru este stelat prin extinderea muchiilor și a planurilor fețelor unui poliedru până când acestea se întâlnesc din nou pentru a forma un nou poliedru sau un compus. Interiorul noului poliedru este divizat de fețe într-un număr de celule. Fețele plane ale poliedrului pot diviza spațiul în mai multe astfel de celule și, pe măsură ce procesul de stelare continuă, mai multe dintre aceste celule vor fi adăugate. Pentru un poliedru simetric, aceste celule vor forma grupuri, sau mulțimi de celule congruente – se spune că celule unor asemenea mulțimi congruente sunt de același tip. O metodă obișnuită de găsire a stelărilor implică alegerea unuia sau a mai multor tipuri de celule. Aceasta poate duce la un număr imens de forme posibile, astfel încât adesea sunt impuse criterii suplimentare pentru a reduce mulțimea stelărilor la cele care sunt semnificative și unice într-un fel sau altul.
O mulțime de celule formând un strat aderent în jurul nucleului său se numește carcasă. Pentru un poliedru simetric, o carcasă poate fi alcătuită din unul sau mai multe tipuri de celule.
Pe baza acestor idei, au fost identificate câteva categorii restrictive de interes.
- Stelare prin metoda principală. Adăugarea de carcase succesive la poliedrul de bază duce la mulțimea de poliedre stelate obținute prim metoda principală.
- Stelare complet acceptată. Fețele de contact („de dedesubt”) ale unei celule pot apărea ca „surplus”. Într-o stelare complet acceptată nu există surplusuri, iar toate părțile vizibile ale unei fețe sunt văzute din aceeași direcție.
- Stelare monoacrală. Literal: „cu un singur vârf”. Acolo unde la stelare există un singur tip de vârf (adică toate vârfurile sunt congruente într-o singură mulțime de simetrie), stelarea este monoacrală. Toate aceste stelări sunt complet acceptate.
- Stelare primară. Atunci când un poliedru are planuri de simetrie în oglindă, se spune că muchiile care sunt în aceste planuri formează drepte primare. Dacă toate muchiile sunt pe drepte primare, stelarea este primară. Toate stelările primare sunt complet acceptate.
- Stelare Miller. În The Fifty-Nine Icosahedra (română Cele cincizeci și nouă de icosaedre) Coxeter, Du Val, Flather și Petrie consemneaza cinci reguli sugerate de J.C.P. Miller. Deși aceste reguli se referă doar la geometria icosaedrului, ele au fost adaptate să fie folosite la orice alt poliedru. Acestea asigură, pe lângă alte lucruri, că simetria de rotație a poliedrului inițial este păstrată și că fiecare stelare este diferită ca aspect exterior. Cele patru tipuri de stelări definite anterior sunt toate cuprinse în stelarea Miller.

De asemenea, se pot identifica și alte categorii:
- Stelarea parțială este aceea unde nu toate elementele dintr-o anumită dimensiune sunt extinse.
- Stelarea subsimetrică este aceea unde nu toate elementele sunt extinse simetric.

Poliedrele arhimedice și dualele acestora pot fi de asemenea stelate. Aici de obicei se adaugă regula că toate fețele plane inițiale trebuie să fie prezente în stelare, adica nu se iau în considerare stelările parțiale. De exemplu cubul nu este de obicei considerat o stelare a unui cuboctaedru.

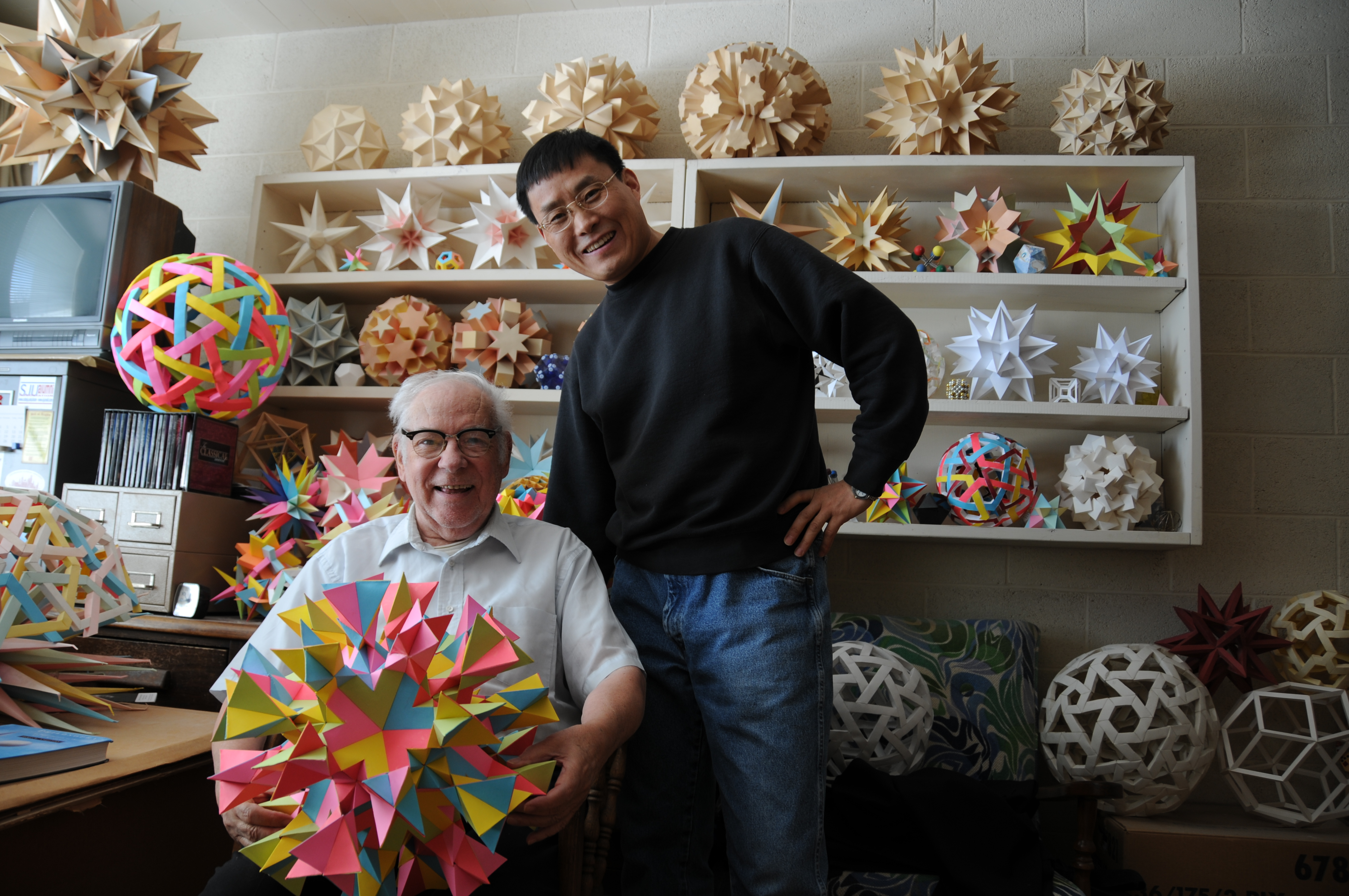
Magnus Wenninger cu câteva dintre modelele sale de poliedre stelate în 2009

Pe baza regulilor generalizate ale lui Miller există:
- 4 stelări ale dodecaedrului rombic;
- 187 de stelări ale tetraedrului triakis;
- 358 833 097 de stelări ale triacontaedrului rombic;
- 17 stelări ale cuboctaedrului (4 pot fi văzute în Modele de poliedre de Wenninger — modelele W19–W66).
- Un număr necunoscut de stelări ale icosidodecaedrului; sunt 7 071 671 de stelări nechirale, dar numarul stelărilor chirale este necunoscut. (20 pot fi vazute în Modele de poliedre de Wenniger — modelele W47–W66; deși W60 este numit al 14-lea și W62 al 15-lea, iar W61 drept un compus de marele icosaedru și marele dodecaedru stelat, compus care este și el o stelare.)

Șaptesprezece dintre poliedrele uniforme neconvexe sunt stelări ale poliedrelor arhimedice.

### Regulile lui Miller
In cartea The Fifty-Nine Icosahedra J.C.P. Miller a propus un set de reguli pentru a defini care dintre formele stelate ar trebui sa fie considerate „cu adevărat semnificative și distincte”.
Aceste reguli au fost adaptate pentru a fi folosite la stelarea altor poliedre. Regulile lui Miller sunt:
- Nu există stelări ale tetraedrului, deoarece toate fețele sale sunt adiacente.
- Nu există stelări ale cubului, deoarece fețele ce nu sunt adiacente sunt paralele și astfel nu pot fi extinse pentru a se întâlni în noi muchii.
- Există o singură stelare a octaedrului, stella octangula.
- Există 3 stelări ale dodecaedrului: micul dodecaedru stelat, marele dodecaedru și marele dodecaedru stelat, toate acestea fiind poliedre Kepler–Poinsot.
- Există 58 de stelări ale icosaedrelor, inclusiv marele icosaedru (unul din poliedrele Kepler–Poinsot), și a doua, respectiv finală a icosaedrului. Al 59-lea model din The fifty nine icosahedra este însuși icosaedrul convex inițial.

Multe dintre „stelările Miller” nu pot fi obținute direct prin utilizarea metodei Kepler. De exemplu, multe au centre goale unde fețele și muchiile inițiale ale poliedrului central lipsesc cu totul, nu mai ramane nimic de stelat. Pe de altă parte, metoda lui Kepler produce, de asemenea, stelări care sunt interzise de regulile lui Miller din cauză că celulele lor sunt conectate doar pe muchii sau la vârfuri, chiar dacă fețele lor formează câte un singur poligon. Discrepanța aceasta nu a avut parte cu adevărat de atenție până la Inchbald (2002).

### Alte reguli de stelare
Regulile lui Miller nu reprezintă în niciun caz modul „corect” de a enumera stelările. Ele se bazează pe combinarea părților din diagrama de stelare în anumite feluri și nu iau în considerare topologia fețelor rezultate. Ca atare, există unele stelări destul de rezonabile ale icosaedrului care nu fac parte din această listă — una a fost identificată de James Bridge în 1974, în timp ce câteva dintre „stelările Miller” sunt îndoielnice și nu ar trebui să fie considerate deloc stelări — una dintre mulțimile icosaedrice este formată din mai multe celule aproape deconectate care plutesc simetric în spațiu.
Până în prezent nu a fost încă dezvoltat în totalitate un set alternativ de reguli care ia în considerare acest fapt. Cele mai multe progrese au fost făcute pe baza noțiunii că stelarea este procesul invers sau dual al fațetării, prin care sunt îndepărtate părți dintr-un poliedru fără a se crea alte vârfuri. Pentru fiecare stelare a unui poliedru există o fațetare duală a poliedrului dual și invers. Studiind fațetările dualului se obțin informații despre stelările originalului. Bridge a găsit noua sa stelare a icosaedrului prin studierea fațetării dualului său, dodecaedrul.
Unii dintre geometrii care se ocupă de poliedre consideră că stelarea este un proces bidirecțional, astfel încât oricare două poliedre care au aceleași plane ale fețelor sunt fiecare o stelare a celuilalt. Acest aspect prezintă interes pentru un algoritm general care să fie folosit într-un program de computer, dar altfel nu prea este util.

## Stelarea politopurilor

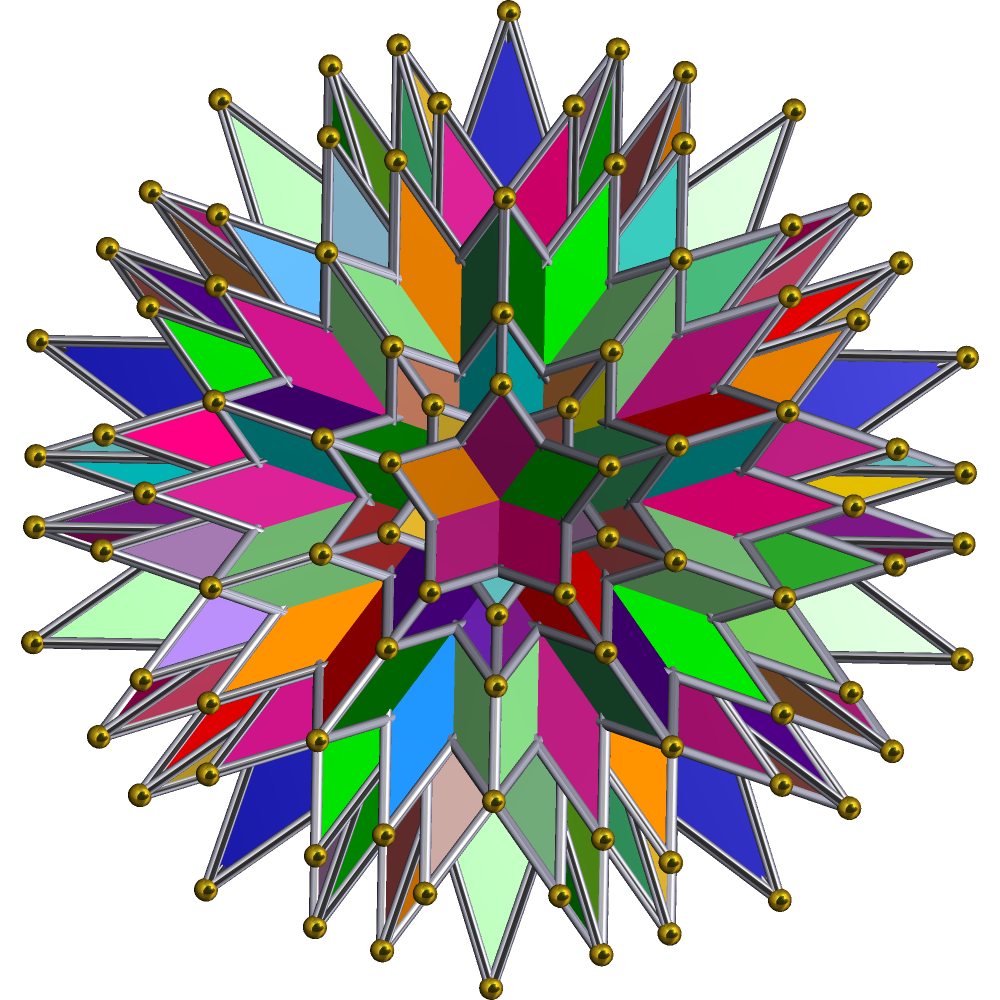
Proiecție în 2D a marelui larg 120-celule stelat

Procesul de stelare poate fi aplicat și politopurilor din dimensiuni superioare. O diagramă de stelare a unui n-politop se trasează în hiperplanul (n–1)-dimensional al fațetei date.
De exemplu, în spațul 4-dimensional marele larg 120-celule stelat este stelarea finală a 4-politopului regulat 120-celule.

## Denumirile stelărilor
Prima denumire sistematică a poliedrelor stelate a fost denumirea de către Cayley a poliedrelor stelate regulate (cunoscute astăzi drept poliedrele Kepler–Poinsot). Acest sistem a fost adoptat pe scară largă, dar nu întotdeauna sistematic pentru alte poliedre și politopuri.
John Conway a conceput o terminologie pentru poligoane, poliedre și 4-politopuri stelate (Coxeter 1974). În acest sistem, procesul de extindere al muchiilor pentru a crea o figură nouă se numește stelare, cel al extinderii fețelor se numește mărire iar cel al extinderii celulelor se numește „lărgire” (engleză aggrandizement – aceasta nu se aplică la poliedre). Aceasta permite o utilizare sistematică a cuvintelor precum „stelat”, „mare” și „larg” în conceperea de nume pentru figurile rezultate. De exemplu, Conway a propus câteva variații minore ale numelor poliedrelor Kepler–Poinsot.

## Stelare la infinit
Wenninger a observat că unele poliedre, cum ar fi cubul, nu au stelări finite. Cu toate acestea, celulele stelate pot fi construite ca prisme care se extind la infinit. Figura ce cuprinde aceste prisme poate fi numită stelare la infinit. Totuși, pentru majoritatea definițiilor unui poliedru, aceste stelări nu sunt strict poliedre.
Figurile lui Wenninger au aparut ca duale ale hemipoliedrelor regulate, unde fețele ce trec prin centru sunt trimise spre vârfurile „de la infinit”.

## De la matematică la artă

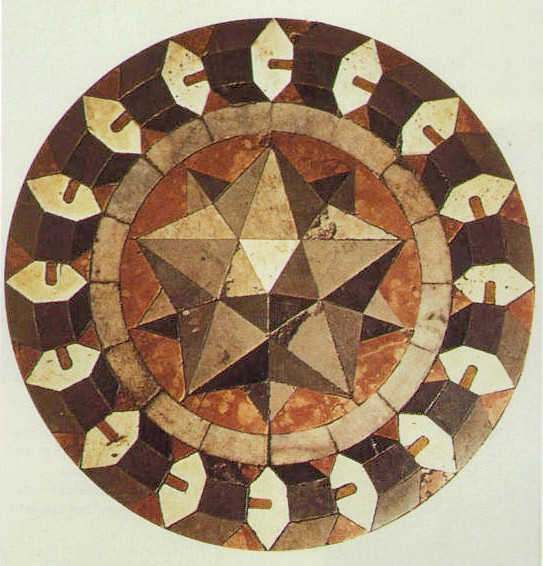
Mozaicul din Bazilica Sfântul Marcu din Veneția reprezentând micul dodecaedru stelat

Pe lângă contribuțiile sale la matematică, Magnus Wenninger este descris în contextul relației dintre matematică și artă ca realizând modele complexe „deosebit de frumoase” de poliedre stelate.
Artistul renascentist italian Paolo Uccello a creat în 1430 un mozaic care prezintă micul dodecaedru stelat pe podeaua bazilicii Sfântul Marcu din Veneția. Reprezentarea lui Uccello a fost folosită la Bienala Internațională de Artă de la Veneția din 1986, ca simbol pentru secțiunea „Artă și știință”.
Aceeași stelare este esențială în două litografii de M.C. Escher: Contrast (Ordine și Haos), 1950 și Gravitație⁠(d), 1952.
Tema micului dodecaedru stelat ilustrează și coperta traducerii în limba română a lucrării Kalejdoskop matematyczny⁠(d) de Hugo Steinhaus.